# Studi sul Settecento Romano
Studi sul Settecento Romano (dt.: Studien zum römischen achtzehnten Jahrhundert) ist eine jährlich erscheinende kunsthistorische Zeitschrift, die sich insbesondere mit der Erforschung der künstlerischen und architektonischen Ausdrucksformen im Rom des 18. Jahrhunderts befasst.
Sie wurde 1985 von Elisa Debenedetti gegründet und wird unter der Schirmherrschaft der Universität Sapienza Rom, der Stiftung Marco Besso und des Zentrums für Studien über die Kultur und das Bild Roms veröffentlicht. Bis 2012 erschien sie bei Multigrafica, dann bei Bonsignori und wird nun von Quasar in Rom herausgegeben.
Durch dokumentarische Recherchen befasst sich die Zeitschrift mit der Gesamtheit der kulturellen Phänomene in Rom vom Ende des siebzehnten bis zum Beginn des neunzehnten Jahrhunderts. Einzelne Themen werden in einem oder mehreren Bänden behandelt.
Zu den Autoren der Zeitschrift gehören Aloisio Antinori, Rosario Assunto, Maria Giulia Barberini, Mario Bevilaqua, Giovanni Carbonara, Bruno Contardi, Giovanna Curcio, Jörg Garms, Carlo Gasparri, Alvar González-Palacios, Christina Herrmann Fiore, Elisabeth Kieven, Tommaso Manfredi, Olivier Michel, Jennifer Montagu, Martin Olin, Susanna Pasquali, Sergio Pace, Orietta Pinelli, Simonetta Prosperi Valenti Rodinò, Steffi Röttgen, Claudio Varagnoli, John Wilton-Ely.

## Bände
- 1/2. Committenze della famiglia Albani – Note sulla Villa Albani Torlonia (1985)
- 3. Ville e palazzi. Illusione scenica e miti archeologici (1987)
- 4. Carlo Marchionni. Architettura, decorazione e scenografia contemporanea (1988)
- 5. L’architettura da Clemente XI a Benedetto XIV. Pluralità di tendenze (1989)
- 6. Temi di decorazione: dalla cultura dell’artificio alla poetica della natura (1990)
- 7. Collezionismo e ideologia: mecenati, artisti e teorici dal classico al neoclassico (1991)
- 8. Architettura città territorio. Realizzazioni e teorie tra illuminismo e romanticismo (1992)
- 9. Alessandro Albani patrono delle arti. Architettura, pittura e collezionismo nella Roma del ’700 (1993)
- 10. Roma borghese. Case e palazzetti d’affitto, I (1994)
- 11. Roma borghese. Case e palazzetti d’affitto, II (1995)
- 12. Artisti e mecenati, dipinti, disegni, sculture, carteggi nella Roma curiale (1996)
- 13. '700 disegnatore, inicisioni, progetti, caricature (1997)
- 14. Roma, la case, la città (1998)
- 15. L’arte per i giubilei e tra i giubilei del Settecento, arciconfraternite, chiese, artisti, I (1999)
- 16. L’arte per i giubilei e tra i giubilei del Settecento, arciconfraternite, chiese, personaggi, artisti, decorazioni, guide, II (2000)
- 17. Sculture romane del Settecento, I. La professione dello scultore (2001)
- 18. Sculture romane del Settecento, II. La professione dello scultore (2002)
- 19. Sculture romane del Settecento, III. La professione dello scultore (2003)
- 20. Artisti e artigiani a Roma, I, dagli Stati delle Anime del 1700, 1725, 1750, 1775 (2004)
- 21. Artisti e artigiani a Roma, II, dagli Stati delle Anime del 1700, 1725, 1750, 1775 (2005 – Premio Giacomo Lumbroso, IX edizione)
- 22. Architetti e ingegneri a confronto, I. L’immagine di Roma fra Clemente XIII e Pio VII (2006)
- 23. Architetti e ingegneri a confronto, II. L’immagine di Roma fra Clemente XIII e Pio VII (2007)
- 24. Architetti e ingegneri a confronto, III. L’immagine di Roma fra Clemente XIII e Pio VII (2008)
- 25. Collezionisti, disegnatori e teorici dal Barocco al Neoclassico, I (2009)
- 26. Collezionisti, disegnatori e pittori dall’Arcadia al Purismo, II (2010)
- 27. Palazzi, chiese, arredi e scultura, I (2011)
- 28. Palazzi, chiese, arredi e pittura, II (2012)
- 29. Artisti e artigiani a Roma, III, dagli Stati delle Anime del 1700, 1725, 1750, 1775 (2013)
- 30. Antico, Città, Architettura, I, dai disegni e manoscritti dell’Istituto Nazionale di Archeologia e Storia dell’Arte (2014)
- 31. Antico, Città, Architettura, II, dai disegni e manoscritti dell’Istituto Nazionale di Archeologia e Storia dell’Arte (2015)
- 32. Giovanni Battista Piranesi predecessori, contemporanei e successori (2016)
- 33. Temi e ricerche sulla cultura artistica, I – Antico, Città, Architettura, III (2017)
- 34. Johann Joachim Winckelmann (1717–1768) nel duplice anniversario (2018)
- 35. Temi e ricerche sulla cultura artistica, II – Antico, Città, Architettura, IV (2019)
- 36. Aspetti dell’arte del disegno: autori e collezionisti, I – Antico, Città, Architettura, V (2020)
- 37. Cardinal Alessandro Albani. Collezionismo, diplomazia e mercato nell’Europa del Grand Tour. Collecting, dealing and diplomacy in Grand Tour Europe (2021)
- 38. Aspetti dell'arte del disegno: autori e collezionisti, II (2022)
- 39. Artisti e artigiani a Roma, IV, dagli Stati delle Anime del 1700, 1725, 1750, 1775 (2023)
- 40. Il Settecento e l'Antico, I (2024)